# Hlavní kancelář ústředního výboru Komunistické strany Číny
Hlavní kancelář ústředního výboru Komunistické strany Číny (čínsky v českém přepisu Čung-kung čung-jang pan-kung-tching, pchin-jinem Zhōnggòng Zhōngyāng Bàngōngtīng, znaky zjednodušené 中共中央办公厅) je složka aparátu ústředního výboru Komunistické strany Číny zodpovědná za všeobecné zajištění činnosti ústředního výboru a jeho politbyra.
Kancelář vznikla roku 1948 reorganizací hlavní kanceláře sekretariátu ústředního výboru. Je pověřena výkonem administrativy nutné k obsluze ústředního výboru a politbyra, zapisování, rozesílání a archivaci jejich usnesení, rozhodnutí a souvisejících dokumentů, dohledem nad plněním jejich rozhodnutí, zajišťováním jejich jednání po organizační i materiální stránce, včetně přípravy podkladů a informací na jejichž základě probíhá rozhodování, organizací dopravy a ochrany členů ÚV a politbyra.
Formálně se nevměšuje do politického rozhodování, ale pouze jej zajišťuje po technické a administrativní stránce, nicméně fakticky má znatelný politický vliv; vedoucí kanceláře zpravidla bývají blízkými a důvěrnými spolupracovníky vrcholných stranických představitelů a bývají členy politbyra, případně sekretariátu ústředního výboru.

## Vedoucí Hlavní kanceláře ÚV KS Číny
| Jméno                                            | Od                                               | Do                                               | Poznámky, další stranické funkce (v době výkonu úřadu) |
| Vedoucí Hlavní kanceláře sekretariátu ÚV KS Číny | Vedoucí Hlavní kanceláře sekretariátu ÚV KS Číny | Vedoucí Hlavní kanceláře sekretariátu ÚV KS Číny | Vedoucí Hlavní kanceláře sekretariátu ÚV KS Číny |
| ------------------------------------------------ | ------------------------------------------------ | ------------------------------------------------ | --- |
| Li Fu-čchun                                      | 1941                                             | říjen 1945                                       | kandidát (6.) ÚV, od června 1945 člen (7.) ÚV |
| Jang Šang-kchun                                  | říjen 1945                                       | květen 1948                                      | |
| vedoucí Hlavní kanceláře ÚV KS Číny              |                                                  |                                                  | |
| Jang Šang-kchun                                  | květen 1948                                      | listopad 1965                                    | od září 1956 kandidát sekretariátu ÚV |
| Wang Tung-sing                                   | listopad 1965                                    | prosinec 1978                                    | od dubna 1969 kandidát (9.) politbyra ÚV, od srpna 1973 člen (10.) politbyra ÚV, od srpna 1977 člen (11.) politbyra ÚV a místopředseda ÚV                                        |
| Jao I-lin                                        | prosinec 1978                                    | duben 1982                                       | člen (11.) ÚV, od února 1980 tajemník ÚV, ministr obchodu (do 1979), od července 1979 místopředseda Státní rady, od srpna 1980 současně ministr-předseda Státní plánovací komise |
| Chu Čchi-li                                      | duben 1982                                       | červen 1983                                      | od září 1982 tajemník ÚV |
| Čchiao Š’                                        | červen 1983                                      | duben 1984                                       | kandidát sekretariátu ÚV |
| Wang Čao-kuo                                     | duben 1984                                       | duben 1986                                       | člen (12.) ÚV, od září 1985 tajemník ÚV |
| Wen Ťia-pao                                      | květen 1986                                      | březen 1993                                      | od listopadu 1987 kandidát sekretariátu ÚV, od října 1992 kandidát (14.) politbyra ÚV a současně tajemník ÚV                                                                     |
| Ceng Čching-chung                                | březen 1993                                      | březen 1999                                      | od září 1997 kandidát (15.) politbyra ÚV a současně tajemník ÚV |
| Wang Kang                                        | březen 1999                                      | září 2007                                        | kandidát (15.) ÚV, od listopadu 2002 kandidát (16.) politbyra ÚV a současně tajemník ÚV                                                                                          |
| Ling Ťi-chua                                     | září 2007                                        | srpen 2012                                       | tajemník ÚV |
| Li Čan-šu                                        | září 2012                                        | říjen 2017                                       | člen (18.) politbyra ÚV a tajemník ÚV |
| Ting Süe-siang                                   | říjen 2017                                       | březen 2023                                      | do října 2022 člen (19.) politbyra ÚV a tajemník ÚV |
| Cchaj Čchi                                       | březen 2023                                      | v úřadu                                          | člen (20.) politbyra ÚV a jeho stálého výboru a tajemník ÚV |